# Distrito de Edelény
El distrito de Edelény (húngaro: Edelényi járás) es un distrito húngaro perteneciente al condado de Borsod-Abaúj-Zemplén.
En 2013 tenía 29 784 habitantes. Su capital es Edelény.

## Municipios
El distrito tiene 2 ciudades (en negrita) y 43 pueblos (población a 1 de enero de 2012):
Ciudades
- Edelény – la capital
- Szendrő

Pueblos
- Abod
- Balajt
- Becskeháza
- Boldva
- Bódvalenke
- Bódvarákó
- Bódvaszilas
- Borsodszirák
- Damak
- Debréte
- Égerszög
- Galvács
- Hangács
- Hegymeg
- Hidvégardó
- Irota
- Komjáti
- Lak
- Ládbesenyő
- Martonyi
- Meszes
- Nyomár
- Perkupa
- Rakaca
- Rakacaszend
- Szakácsi
- Szalonna
- Szendrőlád
- Szin
- Szinpetri
- Szögliget
- Szőlősardó
- Szuhogy
- Teresztenye
- Tomor
- Tornabarakony
- Tornakápolna
- Tornanádaska
- Tornaszentandrás
- Tornaszentjakab
- Varbóc
- Viszló
- Ziliz